# Buschehr

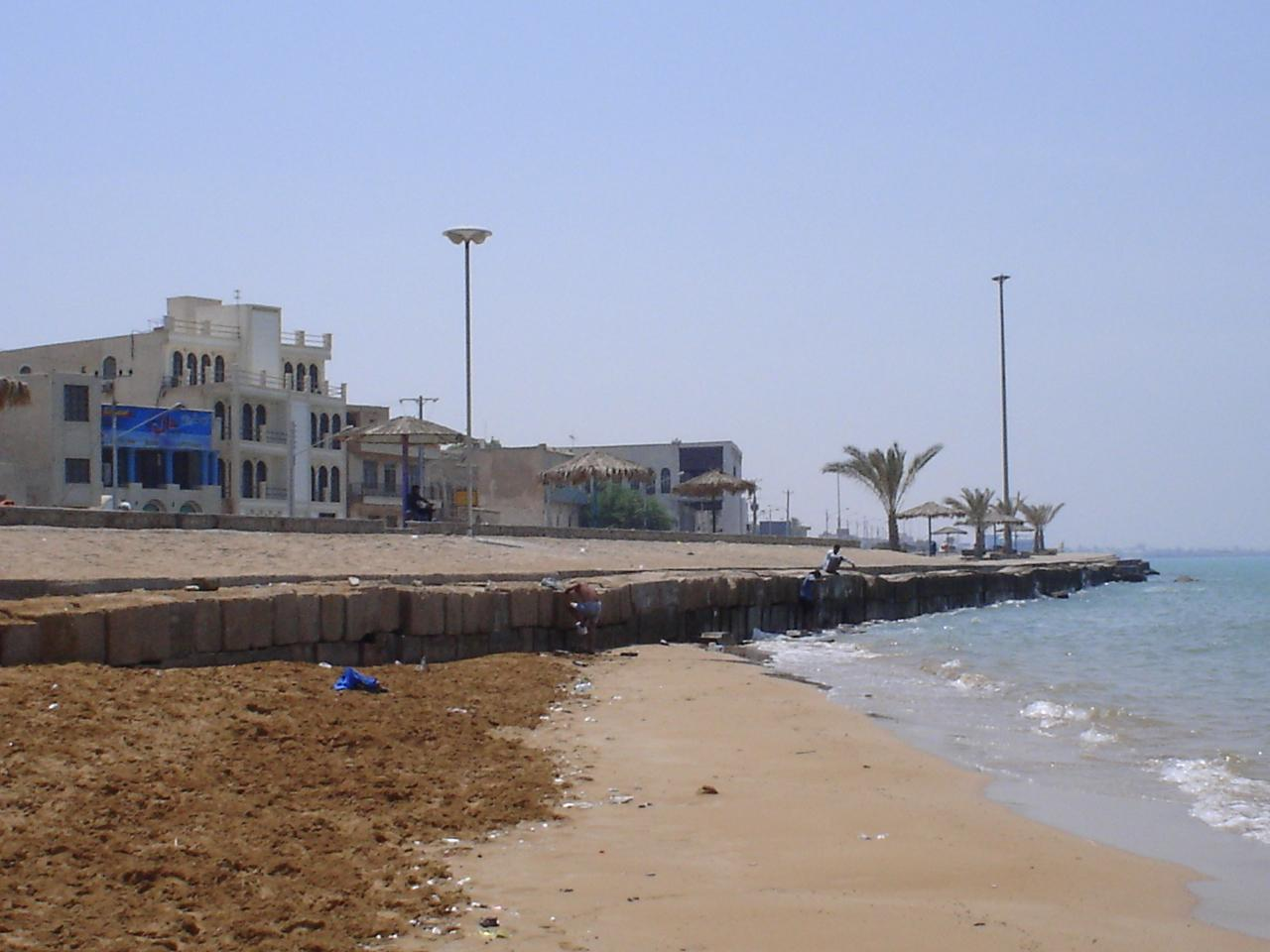
Küste des Persischen Golfs in Buschehr

Luftaufnahme von Buschehr (1925)

Buschehr (persisch بوشهر, DMG Būšehr, englisch Bushehr oder Bushire) ist eine Stadt in der iranischen Provinz Buschehr. Sie hat knapp 171.000 Einwohner (Stand: Hochrechnung 2012) und ist durch das nahegelegene Kernkraftwerk international bekannt.

## Geografie
Die Stadt liegt im Südwesten des Landes am Persischen Golf.

## Geschichte
Die Gegend um die Stadt war bereits zur Zeit des elamitischen Reichs zu einiger Bedeutung gelangt und es gab hier eine Stadt mit dem Namen Liyan. Liyan war eine bedeutende Handelsstadt, von der Handelswege in die iranische Provinz Fars führten. Einige elamitische Könige errichteten und erweiterten hier einen Tempel, der aber nur von beschrifteten Ziegeln, die man hier fand, bekannt ist. Die Hauptgöttin, die in Liyan verehrt wurde, war Kirischa von Liyan.
Ausgrabungen fanden Anfang des 20. Jahrhunderts statt. In seleukidischer Zeit lag hier eventuell Antiochia in Persis. Durch Gräber ist auch eine parthische Besiedlung bezeugt. Die Stadt wurde von dem sassanidischen König Ardaschir I. neu gegründet (oder erhielt vielleicht nur einen neuen Namen) und hieß nun Rev Ardaschir, woraus sich Reschahr entwickelte. Der Ort war auch der Sitz eines nestorianisch-christlichen Bischofs.
Im Jahr 1736 wurde die heutige Stadt Buschehr von Nadir Schah gegründet. 1737 eröffnete die Niederländische Ostindien-Kompanie einen Handelsposten, der bis 1753 bestand. 1763 gestattete Karim Khan-e Zand der Britischen Ostindien-Kompanie den Aufbau eines Handelspostens. 1822 errichteten die Briten in Buschehr die Persian Gulf Residency, nach ihrem Sitz auch Bushire Residency genannt, der Dreh- und Angelpunkt der indirekten britischen Herrschaft in der Region. Seinen Sitz hatte der Resident (PRPG; Balyuz al-Khalij) bis 1946 in Buschehr, danach bis 1971 in Bahrain. Von wirtschaftlicher Bedeutung war die Region zunächst durch ihre Naturschwämme und Perlenfischerei.
Britische Truppen besetzten Buschehr 1856 im Rahmen des Anglo-Persischen Krieges. Während des Ersten Weltkriegs wurde Buschehr ein weiteres Mal von den Briten besetzt. Im Ersten Weltkrieg marschierten 1915 britische Truppen in Buschehr ein. Auch im Zweiten Weltkrieg wurde Buschehr von britischen Truppen im Rahmen der anglo-sowjetischen Invasion Irans besetzt. Die britischen Truppen wurden ab Oktober 1942 von US-amerikanischen Truppen ersetzt, die eine militärische Versorgungsroute für die Sowjetunion quer durch Iran aufbauten, die Persischer Korridor genannt wurde.

## Bevölkerung
Den Großteil der Bevölkerung stellen iranische Schiiten, neben ihnen gibt es eine arabische und eine schwarzafrikanische Minderheit.

## Wirtschaft
Südlich der Stadt befindet sich das Kernkraftwerk Buschehr mit eigenem Hafen im Bau. Der Bau wurde von Russland mit ca. 300 Arbeitern Anfang der 2000er Jahre unterstützt. Die Anlage, mit einem 1000-MW-WWER-Reaktor, gelangte seit 2004 im Zusammenhang mit dem Vorwurf, die Islamische Republik Iran betreibe ein geheimes Kernwaffenprogramm, wiederholt in den Blickpunkt internationaler Medien. Anfang September 2011 wurde das Kraftwerk an das nationale Stromnetz angeschlossen.

## Persönlichkeiten
- Behrouz Khosrozadeh (* 1959), Politologe und Publizist
- Hossein Mahini (* 1986), Fußballspieler
- Mehdi Taremi (* 1992), Fußballspieler
- Mehdi Ghayedi (* 1998), Fußballspieler
- Mohammad Mohebi (* 1998), Fußballspieler